# ۱۰۵۵ (خورشیدی)
۱۰۵۵ هزار و پنجاه و پنجمین سال هجری خورشیدی است.